# Бородулин, Филипп Иванович
Филипп Иванович Бородулин (12 апреля 1911, Шуранкуль, Пермская губерния — 31 октября 1983, Кушва, Свердловская область) — советский военнослужащий, участник Советско-финляндской и Великой Отечественной войны, полный кавалер ордена Славы, гвардии старший сержант. После войны работал начальником отделения Кушвинской пожарной охраны.

## Биография
Филипп Бородулин родился 12 апреля 1911 года в крестьянской семье в деревне Шуранкуль Беликульской волости Шадринского уезда Пермской губернии, ныне деревня входит в Русско-Теченское сельское поселение Красноармейского района Челябинской области.
В 9 лет, остался сиротой, с 10 лет работал пастухом в деревне.
Окончил 4 класса. В 1929 году переехал в город Кушва Уральской области (ныне Свердловская область). Работал в пожарной охране города Кушва. В 1933—1935 и в 1939—1940 годах проходил службу в Рабоче-крестьянской Красной армии. Участник советско-финляндской войны 1939—1940 годов.
В июне 1941 года был вновь призван в армию Кушвинским райвоенкоматом. Уже 30 июня участвовал в боях с захватчиками под городом Мурманск, был ранен в плечо. В начале августа вернулся на фронт, но вскоре в боях на Петрозаводском направлении был вновь ранен.
После госпиталя воевал на Ленинградском фронте. В октябре 1941 года в составе разведгрупп красноармеец Бородулин 6 раз участвовал в разведвыходах. Лично захватил в плен 5 солдат и 2 офицеров противника. В мае 1942 года в боях на Северо-Западном фронте в составе 235-й стрелковой дивизии был вновь ранен. После госпиталя проходил службу в составе отдельной роты отдела контрразведки «Смерш» 53-й армии. Весной 1943 года награждён орденом Красного Знамени. В мае 1943 года был ранен четвёртый раз, на этот раз тяжело. Член ВЛКСМ.
К началу 1945 года воевал в составе 431-й отдельной разведывательной роты 375-й стрелковой дивизии, был командиром отделения, помощником командира взвода. В составе этой части прошёл до Победы. Участвовал в Будапештской операции, в боях по освобождению территории Венгрии, Австрии, Чехословакии от вражеских захватчиков. С боями форсировал реки: Грон, Нитра, Ваг, Морава, Дыйе и другие. Участвовал в освобождении городов: Будапешта, Комарно, Братиславы, Праги.
21 января 1945 года у населённого пункта Батарове Кеси сержант Бородулин в составе разведгруппы участвовал в захвате контрольного пленного. Обеспечивая выполнение задачи, обошёл с тыла пулемётную точку и закидал её гранатами. Затем огнём из автомата и гранатами обеспечивал работу группы захвата. В результате разведчики захватили пленного и уничтожили 13 противников. За этот бой сержант Бородулин был представлен к награждению орденом Красной Звезды.
Приказом по частям 375-й стрелковой дивизии от 6 февраля 1945 года сержант Бородулин Филипп Иванович награждён орденом Славы 3-й степени.
26 апреля 1945 года во время разведки в районе населённого пункта Ивань старший сержант Бородулин с группой разведчиков внезапно атаковал блиндаж противника. В бою было убито 7 противников, захвачен «язык» и ценные документы. Был представлен к награждению орденом Славы 2-й степени.
27 мая 1945 года, не дождавшись награды по первому представлению, командир роты за тот же поиск 26 апреля был вновь представлен к награде, на этот раз к ордену Красной Звезды. Несмотря на то, что в наградном листе уже был указан орден Славы 3-й степени, командир дивизии вновь подписал приказ на орден Славы 3-й степени. И только через два месяца был подписан приказ о награждении по первому представлению, но к тому времени разведчик Бородулин был уже дома.
Приказом по частям 375-й стрелковой дивизии от 30 мая 1945 года старший сержант Бородулин Филипп Иванович награждён орденом Славы 3-й степени повторно.
Приказом по войскам 7-й гвардейской армии от 16 августа 1945 года старший сержант Бородулин Филипп Иванович награждён орденом Славы 2-й степени, беспартийный.
В июле 1945 года был демобилизован. Вернулся на родину. Работал на Кушвинском металлургическом заводе, слесарем-ремонтником в железнодорожном цехе Гороблагодатского рудника.
Только в 1958 году был исправлена ошибка в награждениях на фронте. Указом Президиума Верховного Совета СССР от 27 февраля 1958 года приказ от 30 мая 1945 года отменён и Бородулин Филипп Иванович награждён орденом Славы 1-й степени. Стал полным кавалером ордена Славы.
Последние годы до выхода на пенсию в 1986 году работал начальником отделения Кушвинской пожарной охраны.
Филипп Иванович Бородулин умер 31 октября 1983 года в городе Кушве Кушвинского района Свердловской области, ныне город — административный центр Кушвинского городского округа той же области. Похоронен на городском кладбище № 1 города Кушвы Свердловской области. Перезахоронен на «Мемориале скорби» того же города.

## Награды
- Орден Красного Знамени, 23 мая 1943 года[2]
- Орден Славы I степени, 27 февраля 1958 года, перенаграждение
- Орден Славы II степени, 16 августа 1945 года[3]
- Орден Славы III степени, 6 февраля 1945 года[4], 30 мая 1945 года[5]
- Медаль «За отвагу»
- Медаль «За победу над Германией в Великой Отечественной войне 1941—1945 гг.»[6]

## Память
- Приказом МЧС России от 7 мая 2015 года № 230 пожарной части № 206 города Кушвы присвоено имя полного кавалера Ордена Славы Филиппа Ивановича Бородулина[7].
- Мемориальная доска на здании пожарной части № 206 имени полного кавалера Ордена Славы Бородулина Ф.И.,город Кушва, ул. Первомайская, 23 — 58°17′03″ с. ш. 59°45′10″ в. д.HGЯO